# الوقاية من هجمات الصداع النصفي
يشكل العلاج الوقائي (يُعرف أيضًا بالاتقائي) لهجمات الصداع النصفي مكونًا هامًا من المكونات المساهمة في تدبير هذه الحالة. قد تأخذ هذه العلاجات العديد من الأشكال المختلفة، بما في ذلك جميع الإجراءات ابتداءً من الجراحة، أو تعاطي أدوية معينة أو المكملات التغذوية، وصولًا إلى تغييرات نمط الحياة مثل ممارسة التمارين الرياضية وتجنب العوامل المحرضة لنوبات الصداع النصفي.
يتمثل الهدف من العلاج الوقائي في الحد من تكرارية هجمات الصداع النصفي، و/ أو درجة الألم المرافقة لها و/أو مدتها، بالإضافة إلى زيادة فعالية العلاج المحبط للصداع. تبرز أهمية متابعة العمل على تحقيق هذه الأهداف في تجنب حالات الصداع الناتج عن الاستعمال المفرط للأدوية (إم أو إتش)، المعروف باسم الصداع الارتدادي، الذي يُعد مشكلة شائعة بين مرضى الصداع النصفي. من المعتقد أن هذه الحالة ناجمة بشكل جزئي عن فرط استخدام الأدوية المسكنة للألم، وقد تؤدي إلى تطور صداع يومي مزمن.
اقترح فريق عمل اللجنة الفرعية للتجارب السريرية الخاصة بجمعية الصداع الدولية معايير إجراء تجارب الأدوية الوقائية.

## الجراحة
أمكن تحقيق العديد من التطورات الدوائية في علاج الصداع النصفي، لكن تستمر معاناة المرضى من الأعراض حتى بدء مفعول الأدوية. علاوة على ذلك، يستمر المرضى عادة في اختبار جودة حياة سيئة على الرغم من النظام الدوائي العنيف. أثبتت تقنيات الجراحة المستخدمة في علاج الصداع النصفي أنها أكثر فعالية لدى مجموعة من المرضى المختارين، وغالبًا ما سمحت بالوصول إلى وقاية دائمة من الصداع النصفي. تتمثل أبرز هذه التقنيات الجراحية وأكثرها فعالية في تلك التي تشمل الكي الجراحي للأوعية الدموية السطحية في فروة الرأس (الفروع الانتهائية للشريان السباتي الخارجي)، بالإضافة إلى استئصال العضلات في المناطق المعروفة باسم «نقاط الزناد الليفي العضلي».

### الجراحة الشريانية
يمكن تنفيذ الكي الجراحي للأوعية الدموية السطحية في فروة الرأس (الفروع الانتهائية للشريان السباتي الخارجي) عند التأكد من أن هذه الأوعية بالفعل مصدر الألم. يُعد الكي الجراحي من الإجراءات الآمنة وغير الراضة نسبيًا إلى جانب إمكانية تنفيذها في أي منشأة نهارية.

### تخفيف الضغط عن العصب
تشكل الجراحة المستخدمة لعلاج الصداع النصفي المترافقة مع تخفيف الضغط عن أعصاب معينة حول الرأس والرقبة خيارًا ملائمًا لدى بعض الأفراد غير المستجيبين للعلاج الدوائي. تنحصر فعالية هذا الإجراء لدى أولئك ذوي الاستجابة الجيدة لحقن البوتوكس في مناطق معينة.

### حقن ذيفان السجقية
حصلت حقن ذيفانات السجقية العصبية (البوتوكس) على الموافقة في الولايات المتحدة الأمريكية والمملكة المتحدة لاستخدامها في الوقاية من الصداع النصفي المزمن، لكن لا يبدو أنها فعالة في حالات الصداع النصفي الانتيابي. يوجد العديد من الإجراءات الجراحية الباضعة التي ما تزال قيد الدراسة في الوقت الحالي. تشمل إحدى هذه العمليات الاستئصال الجراحي لعضلات محددة أو قطع فروع عصبية قحفية محددة في منطقة واحدة أو أكثر من مناطق الزناد المحددة الأربع.

### إغلاق الثقبة البيضوية المفتوحة
يمكن أيضًا ملاحظة ارتباط سببي بين وجود الثقبة البيضوية المفتوحة (بّي إف أو) والصداع النصفي. تشير الدلائل إلى قدرة تصحيح العيب القلبي الخلقي، «بّي أف أو»، على إنقاص وتيرة حدوث الصداع النصفي وشدته. على الرغم من ذلك، توصي الدراسات الحديثة بتوخي الحذر فيما يتعلق بإغلاق الثقبة البيضوية المفتوحة من أجل علاج الصداع النصفي، إذ لا توجد أدلة كافية لتبرير هذا الإجراء عالي الخطورة.